# Aurora Pro Patria 1919
A Aurora Pro Patria 1919 é uma equipe de futebol da cidade de Busto Arsizio na Italia que disputa a Liga Pro. Fundado em 1919 com o nome de Pro Patria et Libertate, suas cores são o azul e o branco. Disputou por (12 vezes a Série A) e por (14 vezes a Série B). A equipe usa o estádio Carlo Speroni como casa.

## História

### Incidente
Em 3 de janeiro de 2013, os torcedores do clube insultaram, fazendo o uso de ofensas racistas, o jogador Kevin-Prince Boateng do Milan em uma amistoso feito em Busto Arsizio, na região da Lombardia. E aos 26 minutos do segundo tempo o time do Milan resolveu abandonar a partida.

## Títulos
- Serie B: 1946/47 (Grupo A)
- Série D: 2017/18